# Босански шарган
Босански шарган или босанска шарка (лат. Vipera berus bosniensis) је змија отровница ендемична за Балканско полуострво, тачније за Босну и Херцеговину. Ујед је болан, док су смртни случајеви ретки, у случају да ујед повреди неки од главних крвних судова).
Одрасла јединка босанског шаргана достижу дужину до 60 cm и имају исражен полни диморфизам, али постоје врло честе појаве меланизма (када су јединке потпуно црне). Мужјак је сиве боје или смеђе са црном, испрекиданом шаром, док су женке смеђе или црвенкасте, са мало израженом смеђом шаром.
Размножавање је вивипарна и младунаца у једном леглу буде између 3 и 15. Босански шарган живи на простору где нема поскока, али се могу наћи да на истом подручју, такође не насељава медитерански део Херцеговине. Постоје две врсте популације босанске шаргана:
- Низијска популација која је налази у шумским пределима и рубовима старих очуваних шума Посавине. Овакви екосистеми ретки, што проузрокује да низијска популација буде критично угрожена и фрагментована, те је за сада позната једна таква популација на западном делу Посавине.
- Планинска популација која насељава ливаде изнад граница шуме. Као и низијска популација, планинска популација је фрагментована. За планинску популацију се зна да постоје на планинама Цинцар, Динара, Чврсница, Зеленгора, Лелија, Маглић, Бјелашница, Игман, Трескавица, Вран, Влашић и Враница, док се за остале планине не зна.